# Okhotigone
Okhotigone is een geslacht van spinnen uit de familie hangmatspinnen (Linyphiidae).

## Soorten
De volgende soorten zijn bij het geslacht ingedeeld:
- Okhotigone sounkyoensis (Saito, 1986)